# Chris Wheeler
Christopher James "Chris" Wheeler (26 de junho de 1914 — 13 de novembro de 1984) foi um ciclista australiano. Ele representou a Austrália nos Jogos Olímpicos de Verão de 1936, competindo na prova de estrada individual.